# Boing (France)
 (juillet 2025).
Si vous disposez d'ouvrages ou d'articles de référence ou si vous connaissez des sites web de qualité traitant du thème abordé ici, merci de compléter l'article en donnant les références utiles à sa vérifiabilité et en les liant à la section « Notes et références ».
Pour les articles homonymes, voir Boing (homonymie).
Boing est une chaîne de télévision francophone privée appartenant au groupe américain Warner Bros. Discovery France ayant émis entre le 8 avril 2010 et le 3 avril 2023. À la différence des chaînes italiennes et espagnoles, durant son existence, la version française de Boing est entièrement détenue par la société Warner Bros. Discovery France. Boing désigne aussi une unité de programmes diffusés sur la chaine jeunesse Gulli, créé le 3 avril 2010.

## Histoire
Le 3 avril 2010, un bloc de programmation intitulé Boing est lancé sur Gulli. Cette programmation comprend jusqu'en 2011, des dessins animés de Cartoon Network, diffusés chaque mercredi, samedi et dimanche.
La chaîne programme Cartoonito, bloc destiné aux jeunes enfants en pré-scolarité, du 5 septembre 2011 au 5 juillet 2013. À la rentrée 2014, unn nouvel habillage est adopté, avec les personnages Bo et Bobo, uniques mascottes de la chaîne. La programmation est actualisée, délaissant les séries des années 2000 pour des séries plus récentes. L'habillage est modifié ainsi que le logo mis à l'antenne, le 11 mai 2016. Les mascottes sont modifiées, la plupart reviennent.
À partir de la rentrée 2018, la grille de la chaîne est revue avec pour cible de devenir familiale, avec deux films diffusés quotidiennement. Toutefois, à partir de septembre 2020, la chaîne ne diffuse plus de films tous les jours, notamment en période scolaire. Le 10 avril 2021, Boing change d'habillage et le logo évolue légèrement.
Le 10 janvier 2023, faute d'accord entre le groupe Warner Bros Discovery France, propriétaire de la chaîne, et le groupe Canal+, la chaine est retirée des offres du diffuseur.
Le 2 février 2023, la nouvelle chaîne Cartoonito, destinée à un public pré-scolaire est annoncée pour le 3 avril 2023, provocant la disparition de Boing,.
Le 3 avril 2023 à 5 h 59, Boing cesse définitivement d'émettre et cède dès lors, sa place à la cha$ine Cartoonito, à 6 h[réf. nécessaire].

## Programmes

### Séries
- Ben 10
- Big Blue
- Les As de la Jungle
- Les Lapins Crétins : Invasion
- Les Super Nanas
- Ninjago
- Quoi d'neuf Scooby-Doo ?
- Scooby-Doo : Mystères associés
- Trolls Trollstopia
- Trop cool, Scooby-Doo !

### Séries abandonnées
- Ace, à toute vitesse ![6]
- Adventure Time
- Angry Birds
- Animaniacs[7]
- Baby Looney Tunes[8]
- Barbie Dreamtopia
- Ben 10
- Bienvenue à Lazy Town[9]
- Billy et Mandy, aventuriers de l'au-delà
- Bizzarreville[6]
- Bunnicula
- Chop Socky Chooks[7]
- Les Chronokids
- Chuck, fais ton choix !
- Clarence
- Corneil et Bernie[9]
- Courage, le chien froussard[9]
- DC Super Hero Girls[6]
- Digimon Appmon[10]
- Doraemon[9]
- Dorothy et ses amis : Le Magicien d'Oz
- Dragon Ball Super
- Dragons[6]
- Dr. Pantastique[6]
- Fifi Brindacier
- Floricienta
- Foot 2 rue[7]
- Foster, la maison des amis imaginaires[9]
- Gerald McBoing-Boing[8]
- Geronimo Stilton
- Inspecteur Gadget
- Jelly Jamm[8]
- Johnny Test[9]
- JuMo
- Juniper Lee
- Le Collège d'Étrangeville[6]
- Le Laboratoire de Dexter[9]
- Le Monde de Patricia
- Les Bananes en pyjama[8]
- Les Chroniques de Zorro[6]
- Les Épées méga-magiques
- Les Fous du Volant
- Les Merveilleuses Mésaventures de Flapjack
- Les Supers Nanas[9]
- Les Tiny Toons[7]
- Les Zinzins de L'Espace[11]
- Mia et moi[6]
- Nom de code : Kids Next Door
- Oncle Grandpa
- Plouf Olly Plouf ![8]
- Puppy in my Pocket : Aventures à Pocketville
- Scooby-Doo et Compagnie
- Scooby-Doo
- Sissi, jeune impératrice[6]
- Supernoobs[6]
- Taz-Mania[9]
- Tempête de boulettes géantes
- Totally Spies!
- Wakfu[6]
- Yo-Kai Watch[6]
- Yu-Gi-Oh! Arc-V

## Identité graphique

### Logo

Logo de Boing du 8 avril 2010 au 10 septembre 2011
Logo de Boing du 10 septembre 2011 au 3 mai 2015
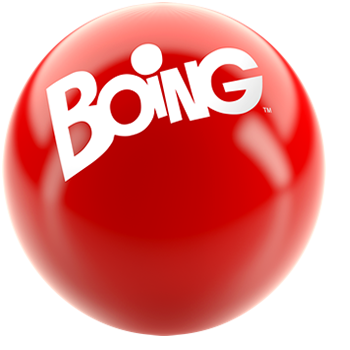
Logo de Boing du 4 mai 2015 au 10 mai 2016
Logo de Boing du 11 mai 2016 au 10 avril 2021
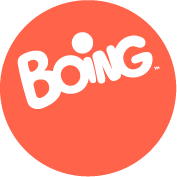
Logo de Boing du 10 avril 2021 au 3 avril 2023

### Slogans
- Du 8 avril 2010 au 3 mai 2015 : « Ma télé maboule ! »
- Du 4 mai 2015 au 10 mai 2016 : « La télé 100 % récré ! »
- Du 11 mai 2016 au 10 avril 2021 : « Ensemble, c'est mieux »
- Du 10 avril 2021 au 3 avril 2023 : « Les aventuriers du rire »

### Voix off
- Olivier Blond (2010-2016)
- Léopoldine Serre (2016-2023)
- Benjamin Bollen (2016-2023)

## Diffusion
Depuis le 10 janvier 2023, Boing et les chaînes Warner TV, Cartoon Network, Boomerang , TCM Cinéma et Toonami ne sont plus disponibles comme antérieurement dans les offres Canal+.